# Caiapobrycon tucurui
Caiapobrycon tucurui är en fiskart som beskrevs av Luiz R. Malabarba och Richard P. Vari 2000. Caiapobrycon tucurui ingår i släktet Caiapobrycon och familjen Characidae. Inga underarter finns listade.